# Rheingau
Der Rheingau ist eine Kulturlandschaft im Südwesten Hessens, die sich rechtsrheinisch zwischen Walluf und Lorchhausen und von dort bis zum Taunushauptkamm erstreckt. Der Rhein, der hier die Grenze zwischen Hessen und Rheinland-Pfalz bildet, wird bei Wiesbaden aus seiner allgemeinen Nordrichtung abgelenkt und fließt für etwa 25 Kilometer nach Westen, bevor er sich beim Binger Loch wieder nordwärts wendet. Die dominierende Geländeform ist daher der Südhang, was insbesondere dem Weinanbau im Rheingau zugutekommt.
Mit dem Flussabschnitt zwischen Rüdesheim und Lorch, dem südlichen Ende des 130 Kilometer langen Durchbruchstals des Mittelrheins durch das Rheinische Schiefergebirge, gehört der Rheingau aber auch zum Welterbe Oberes Mittelrheintal. Dieses bereicherte er durch zahlreiche historische Stätten und Denkmäler.
Naturräumlich zählt der Rheingau zum Rhein-Main-Tiefland und bildet die Haupteinheit 236. 

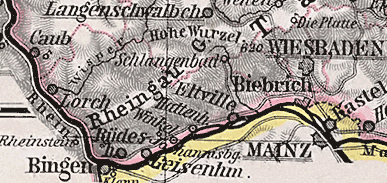
Kartenausschnitt mit dem ehemaligen Rheingaukreis von 1905

## Geographie

### Landschaft
Die Region ist dreigeteilt:

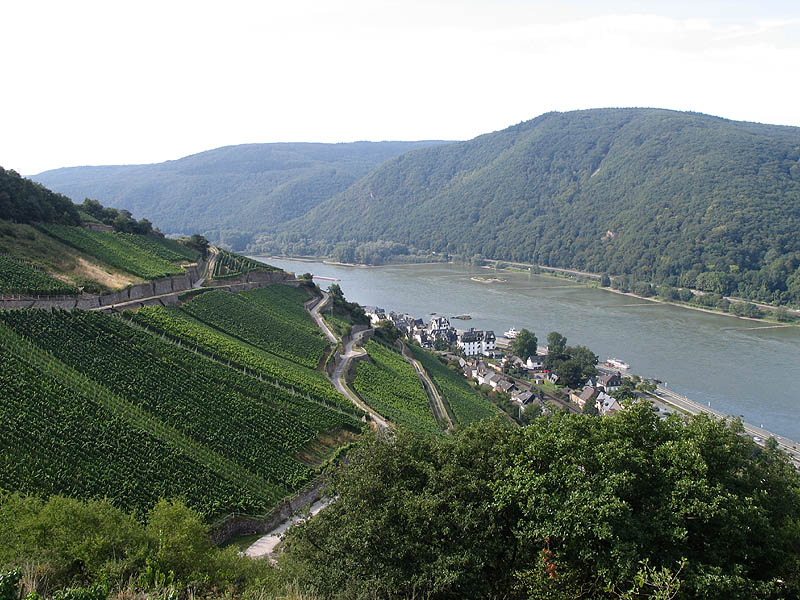
Weinberg Höllenberg in Assmannshausen

- Direkt am Rhein befinden sich flach abfallende, lössbedeckte Weinberge, Dörfer und Weingüter. Die alte Kulturlandschaft besitzt viele historische Burgen, Schlösser, Kirchen und Klöster, die den Rheingau auch für den Tourismus attraktiv machen.

- Oberhalb der Weinberge geht der Rheingau in das so genannte Rheingaugebirge mit dem Hinterlandswald über. Der Quarzitrücken mit der höchsten Erhebung des Rheingaus, der Kalten Herberge (619 m), einer bewaldeten Kuppe oberhalb von Hallgarten, fällt mit vielen kleinen Bachtälern ab ins Wispertal. Diese Landschaft ist mit Schluchtwäldern, Hochmooren und Wiesenbächen bedeckt.

- Zwischen Rüdesheim am Rhein und Lorch fließt der Rhein zwischen hohen, bewaldeten Bergrücken in Richtung Norden. Dieser Abschnitt des Mittelrheintals – Inbegriff der Rheinromantik zu Goethes Zeiten – ist geprägt durch Felsgruppen, Trockenwälder und kleinere Weinbaugebiete, die an die Ortschaften angrenzen. Hier gedeihen einige der bekanntesten Weine Deutschlands.

### Klima
Das Klima im Rheingau ist geprägt durch trocken-warme Sommer und milde Winter. In den Ortslagen nahe dem Rhein wachsen in den Gärten mediterrane Gehölze (Feigenbäume, Oliven, Wollmispeln, Eukalypten, Palmen, Aprikosen und Pfirsiche), an den Rhein-Steilhängen herrscht eine an die Trockenheit angepasste Vegetation vor. Die durchschnittlichen Tagestemperaturen in den Sommermonaten liegen bei über 19 °C, im Winter selten unter 1 °C. Die Jahresniederschlagsmenge beträgt zwischen 450 mm in einigen Orten am Rhein und über 1000 mm auf der Kalten Herberge.

### Böden
Der Rheingau umfasst eine Vielzahl sehr unterschiedlicher Böden. Man unterscheidet im Wesentlichen:
- Böden aus Löss und Lösslehm: diese Böden sind am weitesten verbreitet – alle Lagen des östlichen und mittleren Rheingaus und die tieferen Lagen von Lorch.
- Böden aus Quarzit (Taunusquarzit): höhere Lagen des östlichen und mittleren Rheingaus sowie bei Lorch.
- Böden aus Tonschiefer („Hunsrückschiefer“) und aus Phyllit: ersterer in Rüdesheim am Rüdesheimer Berg und Lorch, letzterer in Assmannshausen, Kiedrich, Martinsthal und Rauenthal.
- Böden aus Sanden, Tonen und Tonmergeln des Tertiärs: verbreitet in allen Weinbaugemeinden zwischen Wicker und Rüdesheim
- Böden aus jungen Schwemmsedimenten: verbreitet in den tiefen Lagen von Rhein und Main

Quellen für weitergehende Informationen befinden sich unter den Weblinks.

## Geschichte

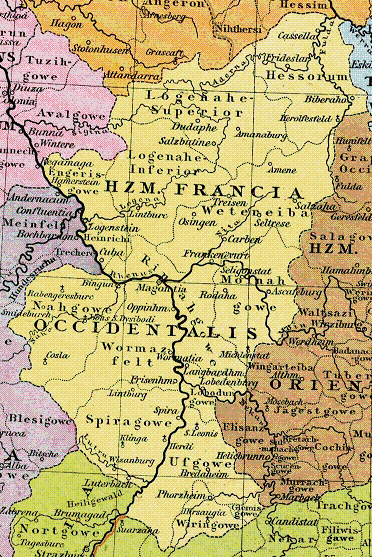
Ausdehnung des Rheingaus in seinen ursprünglichen Grenzen bis in den Odenwald, hier im Jahr 1000 im Herzogtum Westfranken

Im alten Frankenreich war der Rheingau ein Gau, der im Auftrag des Königs von den Rheingrafen verwaltet wurde. In seiner ursprünglichen Ausdehnung umfasste er den späteren Unterrheingau (der in der Folge den Namen Rheingau behielt), den Königssondergau (heute in etwa das Gebiet der Landeshauptstadt Wiesbaden und des westlichen Main-Taunus-Kreises) sowie den Oberrheingau südlich des Untermains. Östlich lagen der Niddagau und der Maingau und nördlich der Lahngau.
Bereits in der karolingischen Zeit geriet der Rheingau zunehmend unter Einfluss des Erzbistums Mainz. So lässt die Gründung der Abtei Bleidenstadt im Taunus durch Erzbischof Lullus bereits auf einen erheblichen Einfluss schließen. Mit Hrabanus Maurus ist 850 erstmals ein Mainzer Erzbischof erwähnt, der im Rheingau über eine Residenz verfügte. Im Jahr 983 nahm Erzbischof Willigis am Reichstag Ottos II. in Verona teil, wo ihm dieser am 13. Juni die sogenannte Veroneser Schenkung machte. Die Schenkung sprach dem Erzbistum Gebiete von Ingelheim bis nach Heimbach und Kaub, das Gebiet beiderseits der unteren Nahe sowie den rechtsrheinischen Rheingau als Lehen zu. Sie war Grundlage für einen großen Teil des späteren Kurstaates (Kurmainz), über den der Erzbischof als Landesherr regierte. Er drängte den Einfluss der Rheingrafen nach und nach zurück. Die Erzbischöfe brachten die lokalen Adligen zunehmend in ihre Abhängigkeit. Unter Erzbischof Adalbert I. besaß Kurmainz ab 1130 die uneingeschränkte Herrschaft über den Rheingau. Als Verwaltungseinheit bestand in Kurmainz das Vizedomamt Rheingau. Ein wichtiges Instrument der Durchsetzung Mainzer Politik im Rheingau war die Gründung von Klöstern. Die ersten der rund ein Dutzend waren Johannisberg (zwischen 1106 und 1108), Eberbach (erstmals 1116) und Mittelheim (1158). Die unter Erzbischof Balduin begonnene Kurfürstliche Burg Eltville entwickelte sich zu einer wichtigen Residenz der Erzbischöfe.
Der Rheingau war 600 Jahre lang bis zum Ende des 18. Jahrhunderts vom Rheingauer Gebück, einer aus „gebückten“ Buchen bestehenden natürlichen Grenzbefestigung, umschlossen.
Im Jahr 1525 erreichte der Deutsche Bauernkrieg den Rheingau. Die Bauern lagerten auf der Wacholder Heide vor dem Kloster Eberbach. Von dort aus plünderten sie Vorräte des Klosters. Sie forderten unter anderem die Auflösung der Klöster im Rheingau. Die aufständischen Bauern erzwangen eine Erklärung, der zufolge die Rheingauer Klöster keine Mönche mehr aufnehmen durften. Nach dem Herannahen der Truppen des schwäbischen Bundes ergaben sich die Bauern. Die Erklärung wurde gegenstandslos. Neun Rädelsführer der Bauern wurden enthauptet. Die bisherigen Privilegien des Rheingaus (Rheingauer Weistum) wurden aufgehoben und das Volk zur Zahlung von fünfzehntausend Gulden Sondersteuern verpflichtet.

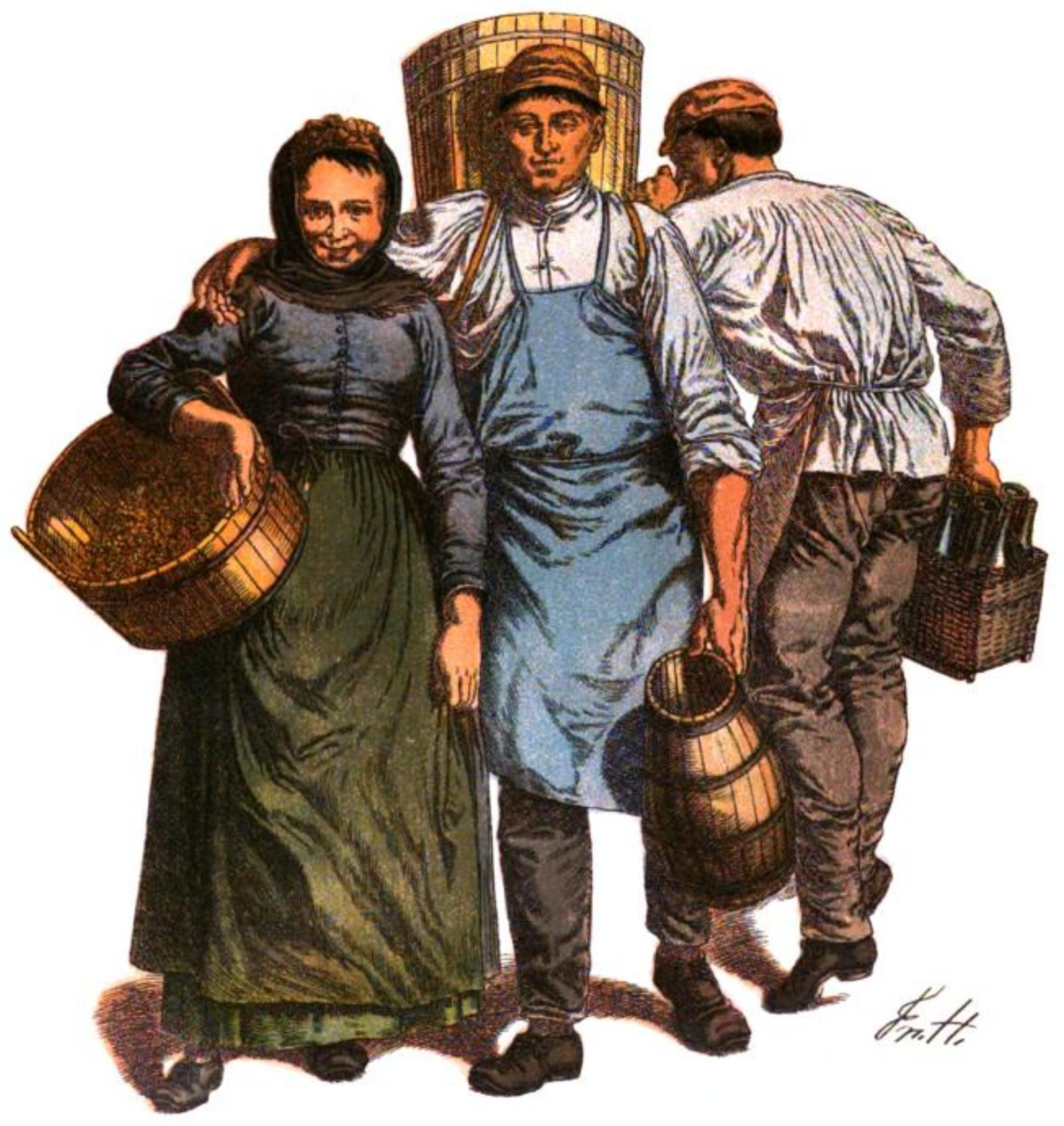
Traubenleser und Kellermeister aus dem unteren Rheingau um 1900

Nach Auflösung des Kurstaates ging der Rheingau 1803 an Nassau-Usingen und war zur Zeit des Herzogtums Nassau in die Ämter Eltville und Rüdesheim gegliedert. Nach der Annexion des Herzogtums durch Preußen wurde im März 1867 der Rheingaukreis als Landkreis im Regierungsbezirk Wiesbaden der preußischen Provinz Hessen-Nassau geschaffen. Nach einer Teilung des ursprünglichen Großkreises im Jahr 1886 war das verbliebene Gebiet des Rheingaukreises identisch mit dem Rheingau zu kurmainzischer Zeit.
Im Zuge der Gebietsreform in Hessen wurde der Rheingaukreis zum 1. Januar 1977 mit dem Untertaunuskreis zum Rheingau-Taunus-Kreis zusammengeschlossen. Seitdem ist „Rheingau“ kein Begriff mehr für eine politische Verwaltungseinheit. Er ist jedoch nach wie vor Name einer Kulturlandschaft, zu der ihre Bewohner eine Verbundenheit bewahrt haben. Dies zeigt sich etwa an der Selbstbezeichnung „Rheingauer“, die gegenüber Außenstehenden verwendet wird.

## Weinbau

Der Spätlesereiter im Hof von Schloss Johannisberg, Geisenheim

Die klimatischen Bedingungen begünstigen den Weinbau, der in der Region schon zur Zeit Karls des Großen betrieben wurde. Rheingauer Weine, insbesondere der Rheingauer Riesling, genießen einen Spitzenruf in aller Welt. Das in § 3 Abs. 1 Nr. 9 Weingesetz genannte bestimmte Weinbaugebiet Rheingau ist weiter gefasst als der Rheingau an sich; so umfasst es beispielsweise auch Lagen in Hochheim am Main.
So herausragend der Rheingau unter dem Gesichtspunkt der Qualität auch ist, hinsichtlich seiner Größe gehört er mit seinen 3100 Hektar Rebfläche zu den kleinsten deutschen Anbaugebieten und rangiert an siebter Stelle. Knapp 2,5 % der deutschen Weinernte werden hier erzeugt – insgesamt etwa 20 Millionen Liter Wein pro Jahr, davon 85 % Weißwein. Der Durchschnittsertrag liegt bei 6700 Litern pro Hektar, das ist deutlich weniger als der deutsche Durchschnitt von rund 9500 Litern.
Unter den Rebsorten nimmt der Riesling mit knapp 80 % die unangefochtene Spitzenstellung ein, während auf den Spätburgunder rund 12,5 % und auf den Müller-Thurgau lediglich 2 % entfallen. Die Rieslinge aus dem östlichen und mittleren Rheingau sind, sofern sie von den tiefer gelegenen Lagen auf sandigen Lehmböden stammen, stets voller, kräftiger und im Alter erdiger als jene, die in Rüdesheim auf Schieferverwitterung wachsen. Diese sind eleganter und schillernder. Eine Ausnahme bilden die Weine aus Lorch.

## Sehenswürdigkeiten

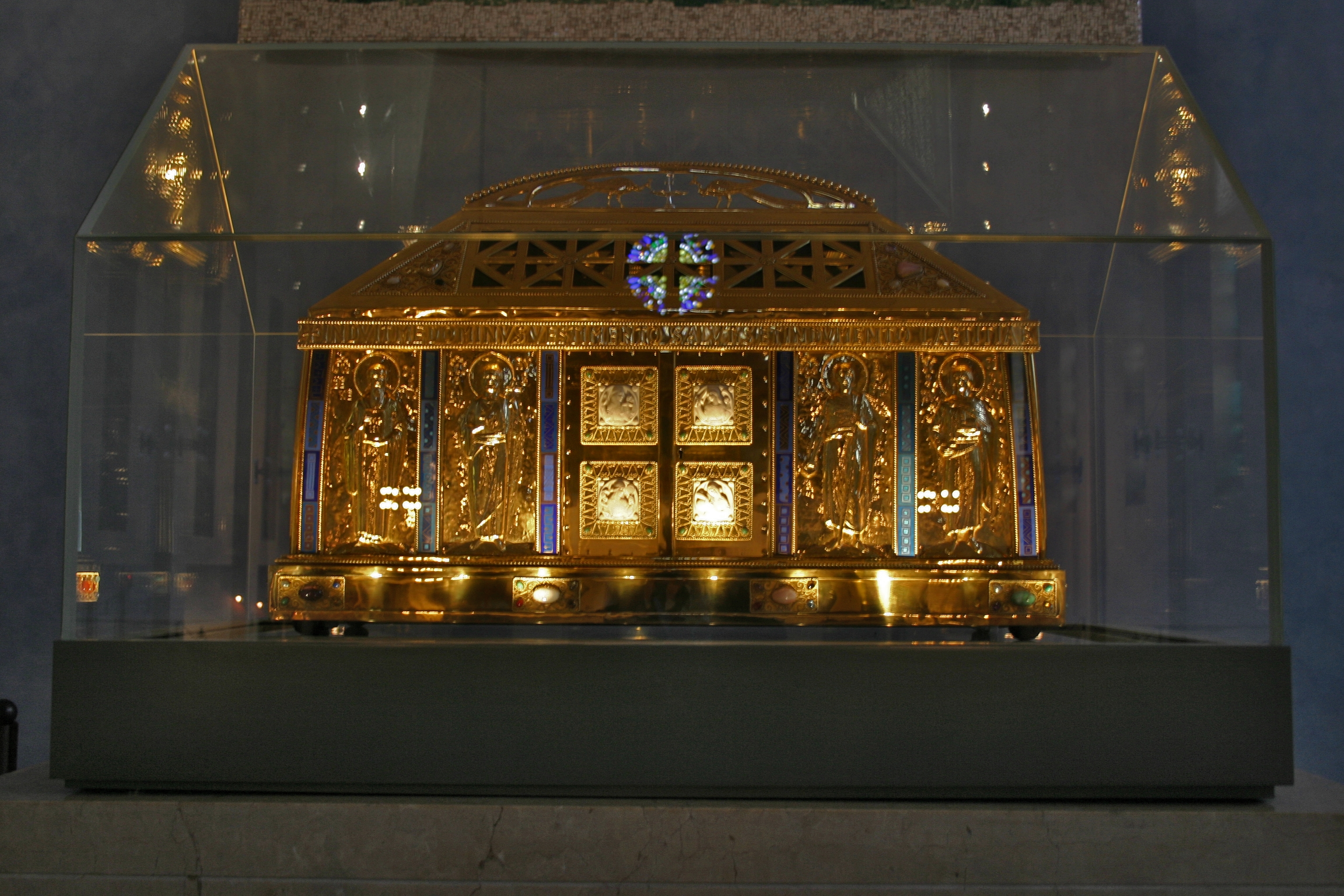
Schrein mit den Gebeinen der heiligen Hildegard von Bingen in der Pfarrkirche von Eibingen

Der Rheingau hat als Kulturland zahlreiche Sehenswürdigkeiten zu bieten, darunter kulturgeschichtlich interessante Schlösser, Burgen, Klöster und Kirchen, teilweise mit Weingütern, Gastronomie und Hotellerie, darunter Schloss Reinhartshausen in Eltville-Erbach, Kloster Eberbach in Eltville am Rhein, Schloss Vollrads in Oestrich-Winkel, Burg Schwarzenstein in Geisenheim und Schloss Johannisberg in Geisenheim-Johannisberg mit seiner Basilika.
Auch eine Universität und eine Internatsschule sind im Rheingau in Schlössern untergebracht: In Schloss Reichartshausen in Oestrich-Winkel befindet sich die EBS Universität für Wirtschaft und Recht, in Schloss Hansenberg die Internatsschule Schloss Hansenberg für Hochbegabte.
Sehenswert sind die Altstädte von Rüdesheim mit der weltberühmten Drosselgasse, Eltville mit der kurfürstlichen Burg, der katholischen Pfarrkirche St. Peter und Paul sowie Kiedrich, das gotische Weindorf im Rheingau, mit seiner ehem. Pfarrkirche St. Valentinus, weiterhin die älteste evangelische Kirche des Rheingaus, die Johanneskirche in Eltville-Erbach, das Niederwalddenkmal oberhalb Rüdesheims und der Oestricher Kran, der letzte erhaltene Weinladekran am Rheinufer. Die Kalte Herberge bei Hallgarten ist die höchste Erhebung im Rheingau. Ab Rüdesheim beginnt das Weltkulturerbe Oberes Mittelrheintal.
Hier besonders sehenswert das Weinstädtchen Lorch mit der reich ausgestatteten gotischen St. Martinuskirche  mit dem größten und ältesten, monochrom konzipierten, Schnitzaltars Deutschlands, dem Lorcher Hochaltar. Das ebenfalls in Lorch stehende Hilchenhaus, gilt als bedeutendster Renaissance-Bau im Welterbe des Oberen Mittelrheintales.
Daneben gibt es noch weitere sehenswerte Burgen und Schlösser sowie Klöster und Kirchen.

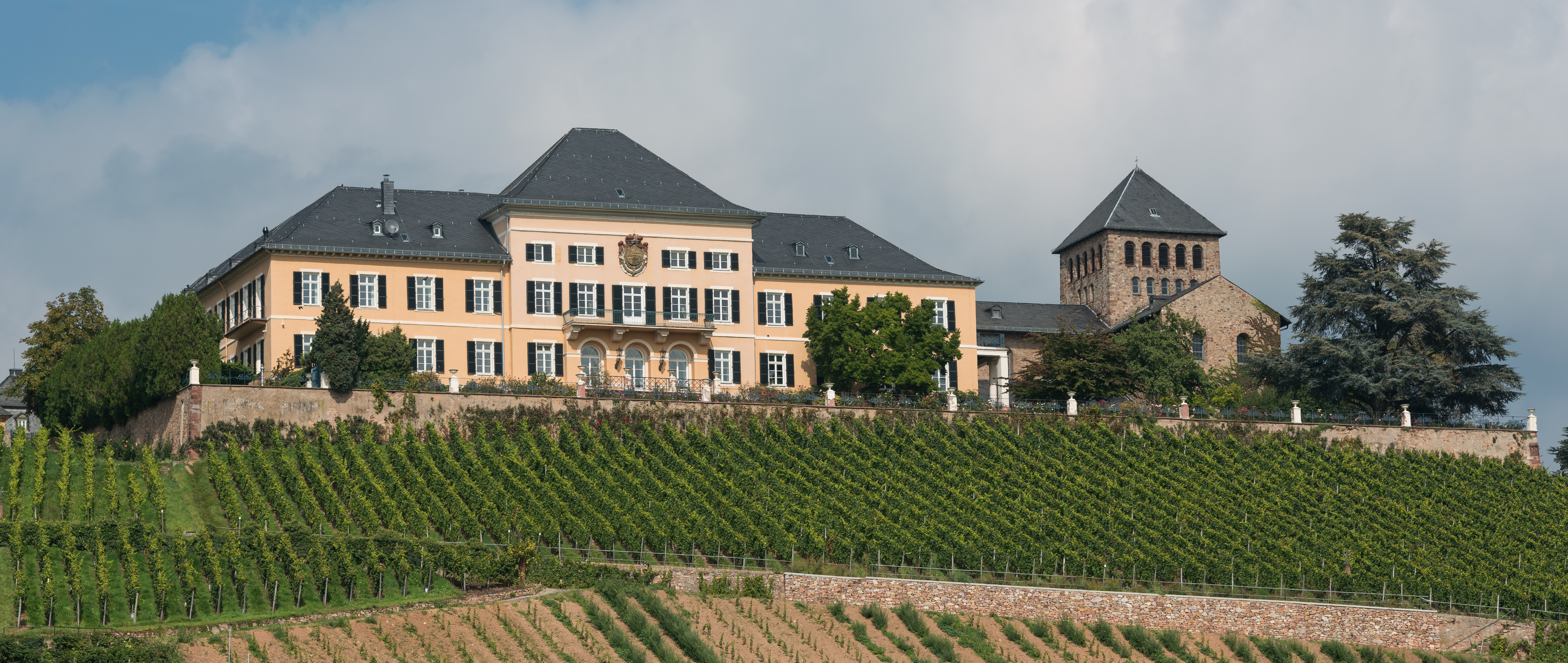
Schloss Johannisberg mit Basilika, Johannisberg
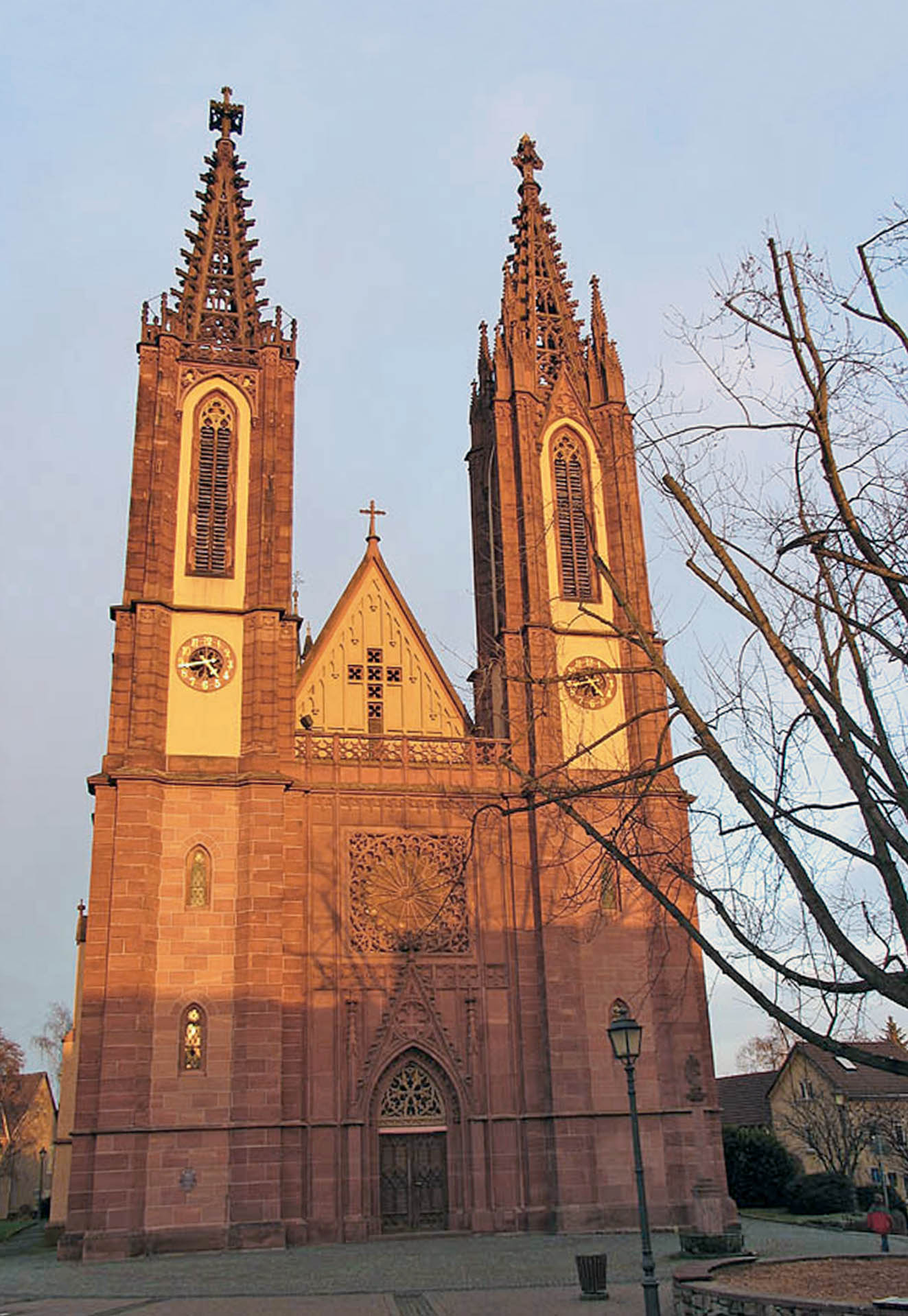
Rheingauer Dom, Geisenheim
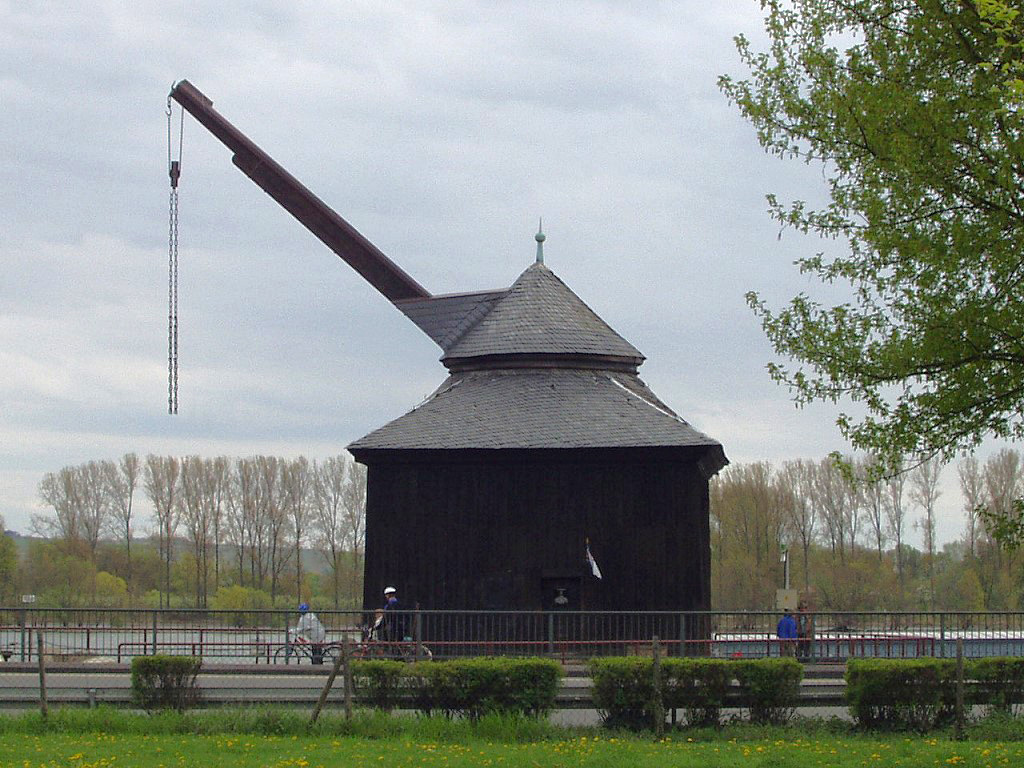
Oestricher Kran, Oestrich-Winkel
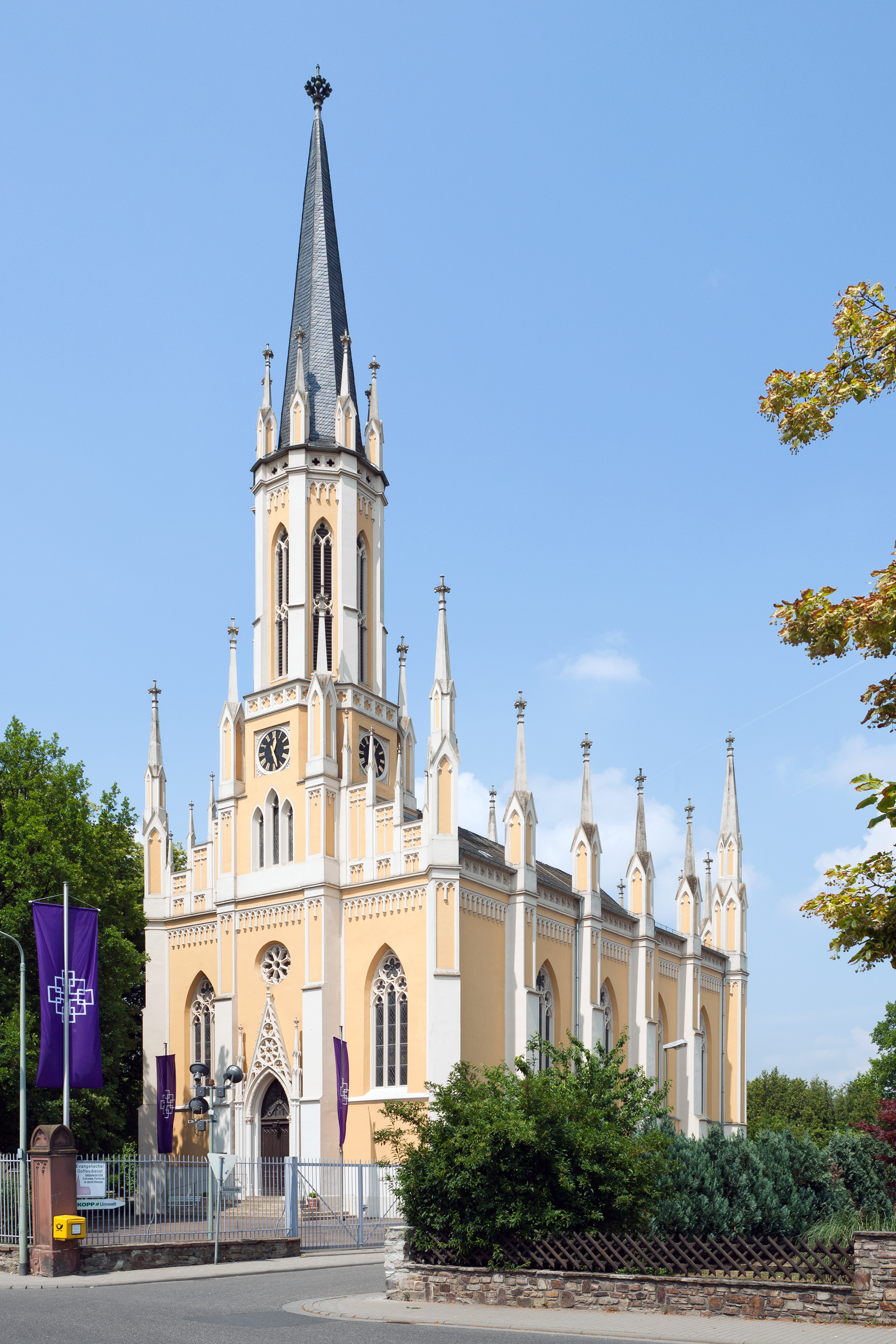
Johanneskirche, Eltville-Erbach
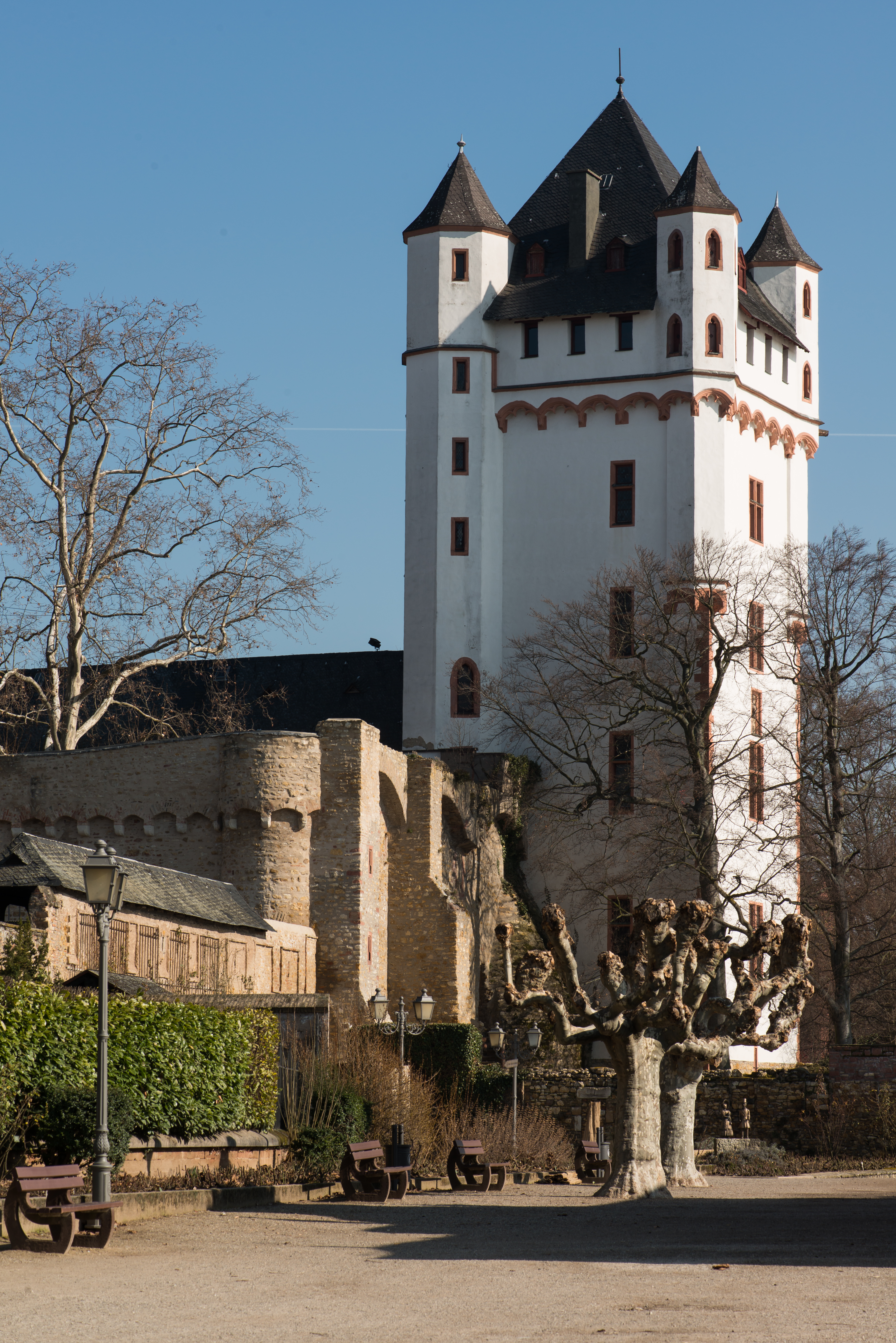
Kurfürstliche Burg Eltville
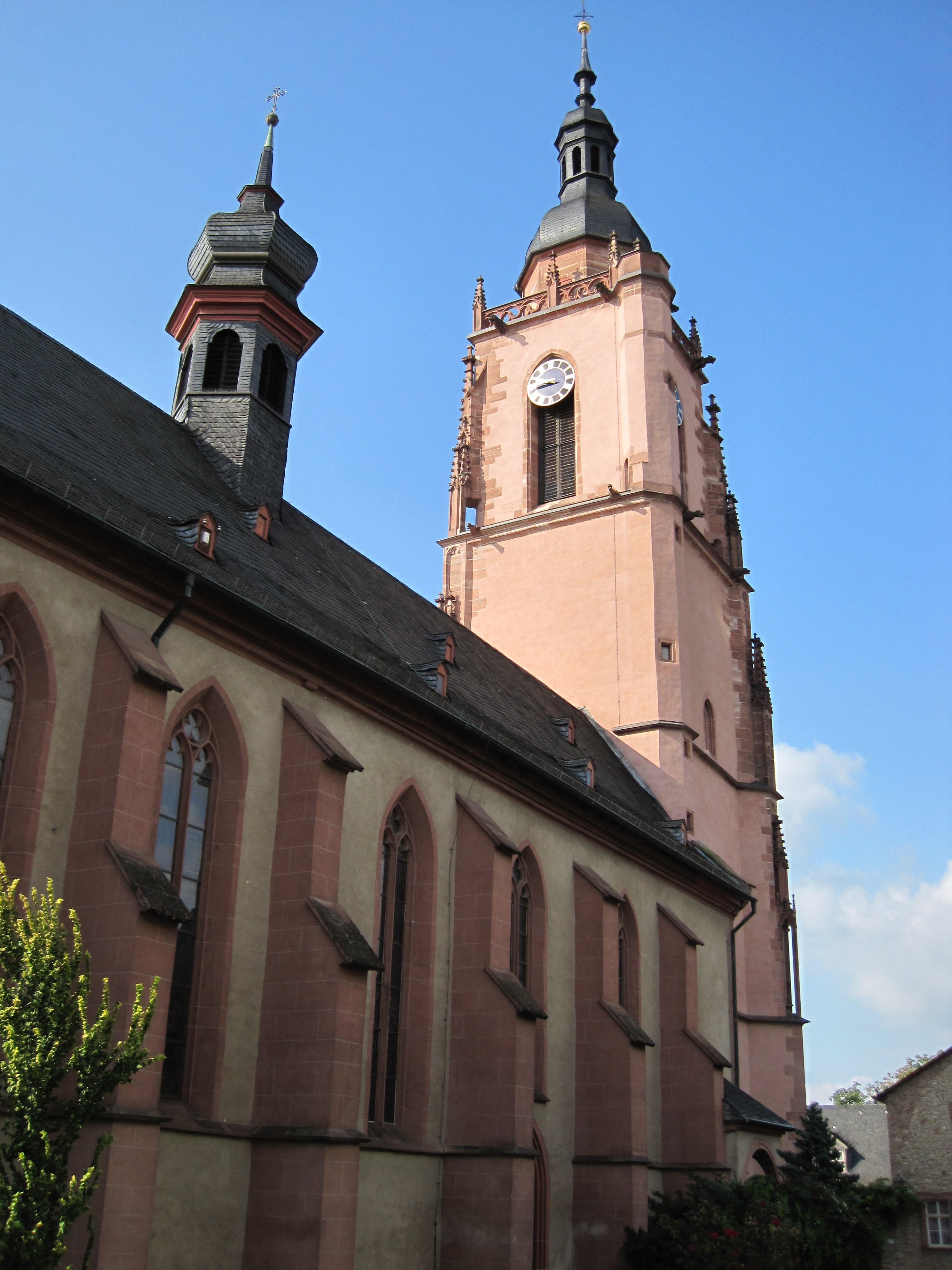
Pfarrkirche St. Peter und Paul, Eltville
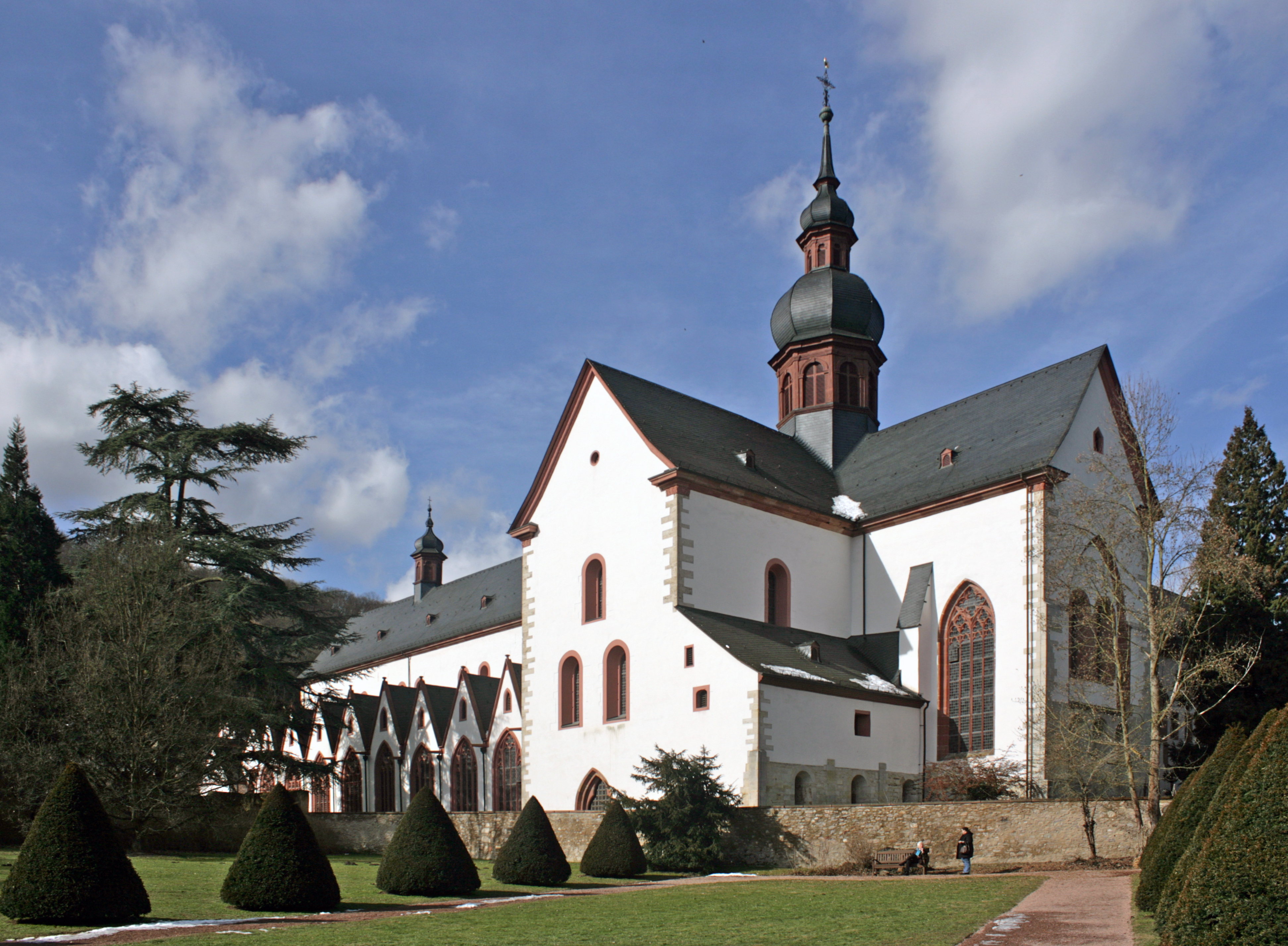
Kloster Eberbach, Eltville
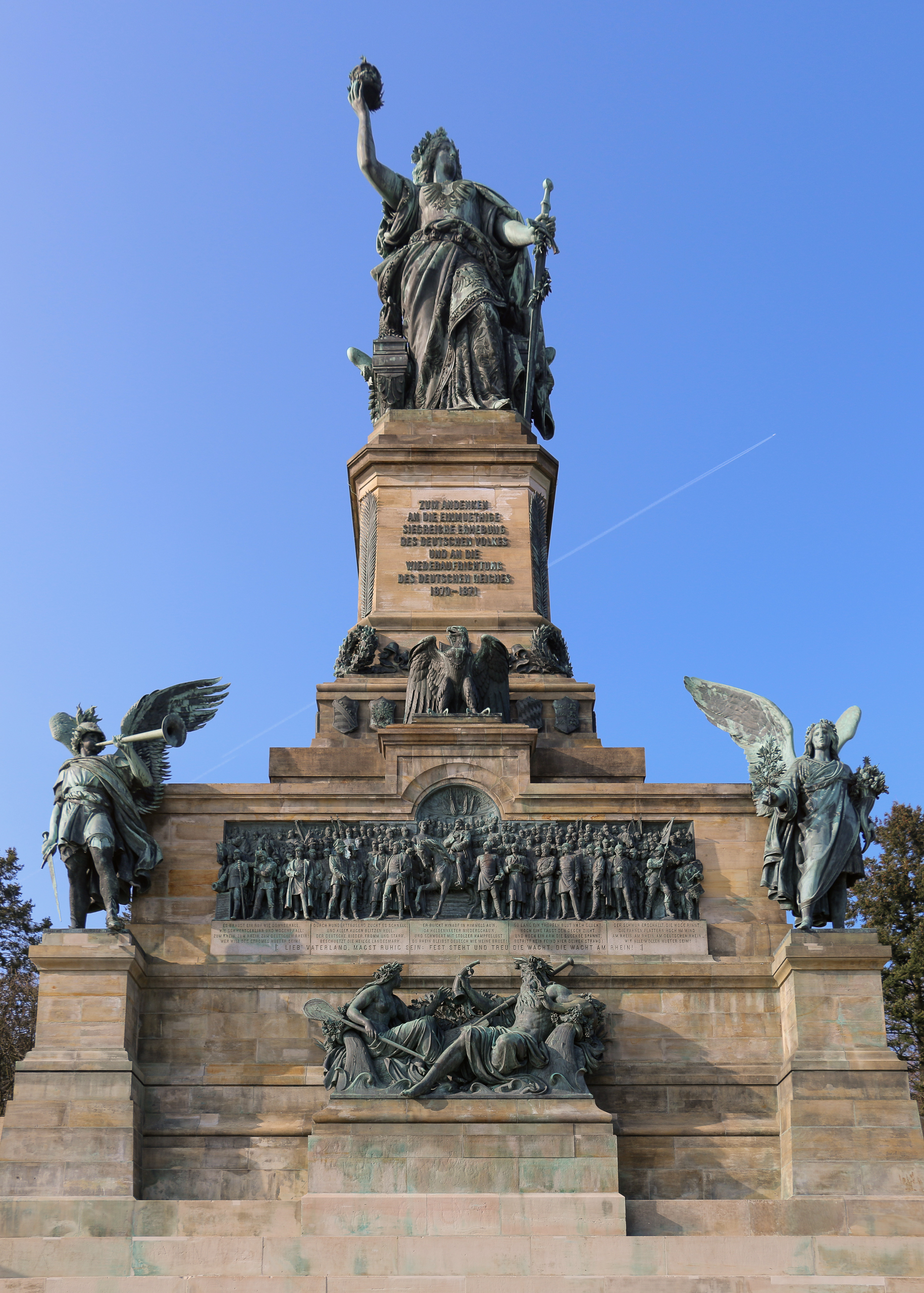
Niederwalddenkmal, oberhalb Rüdesheims
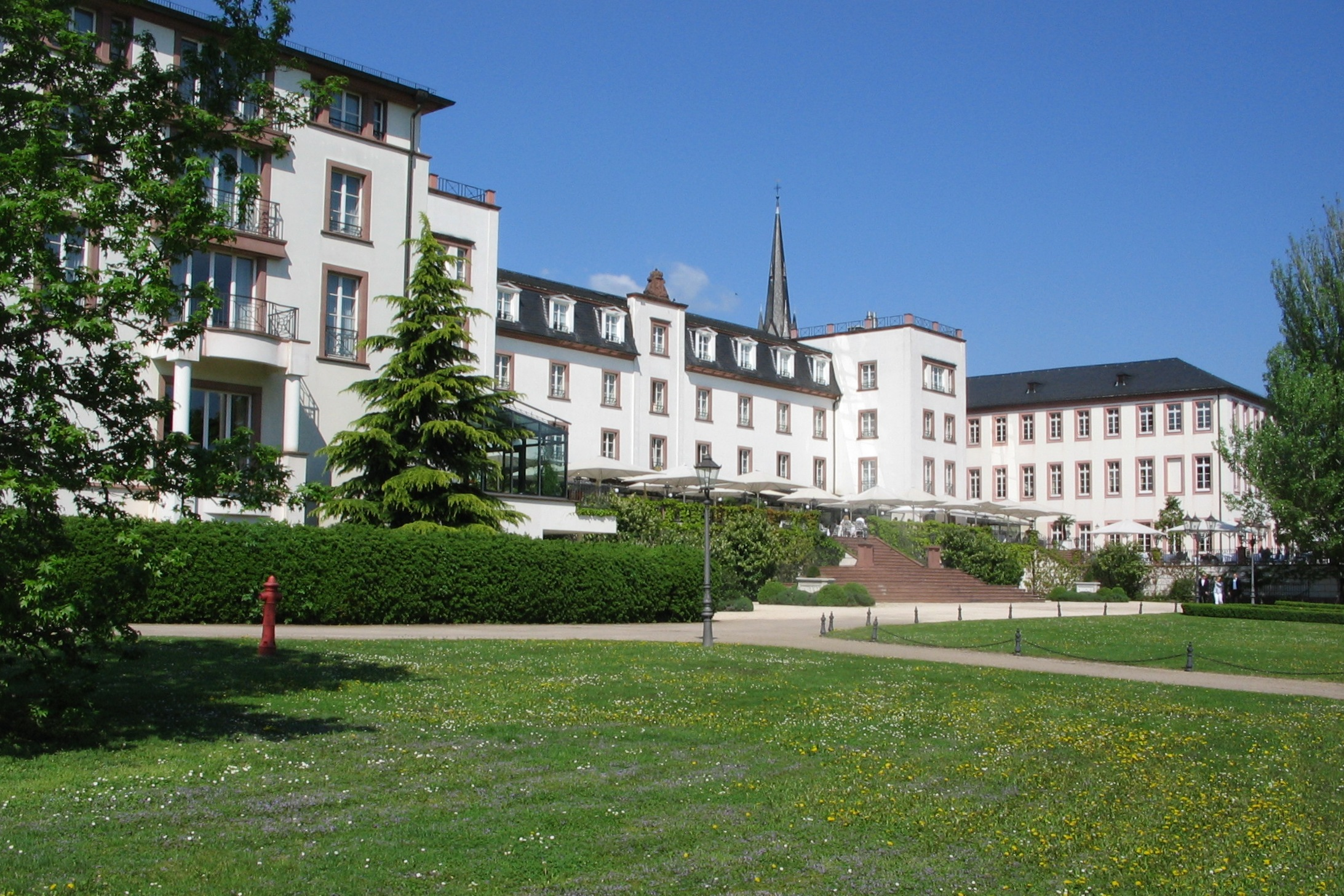
Schloss Reinhartshausen, Eltville-Erbach
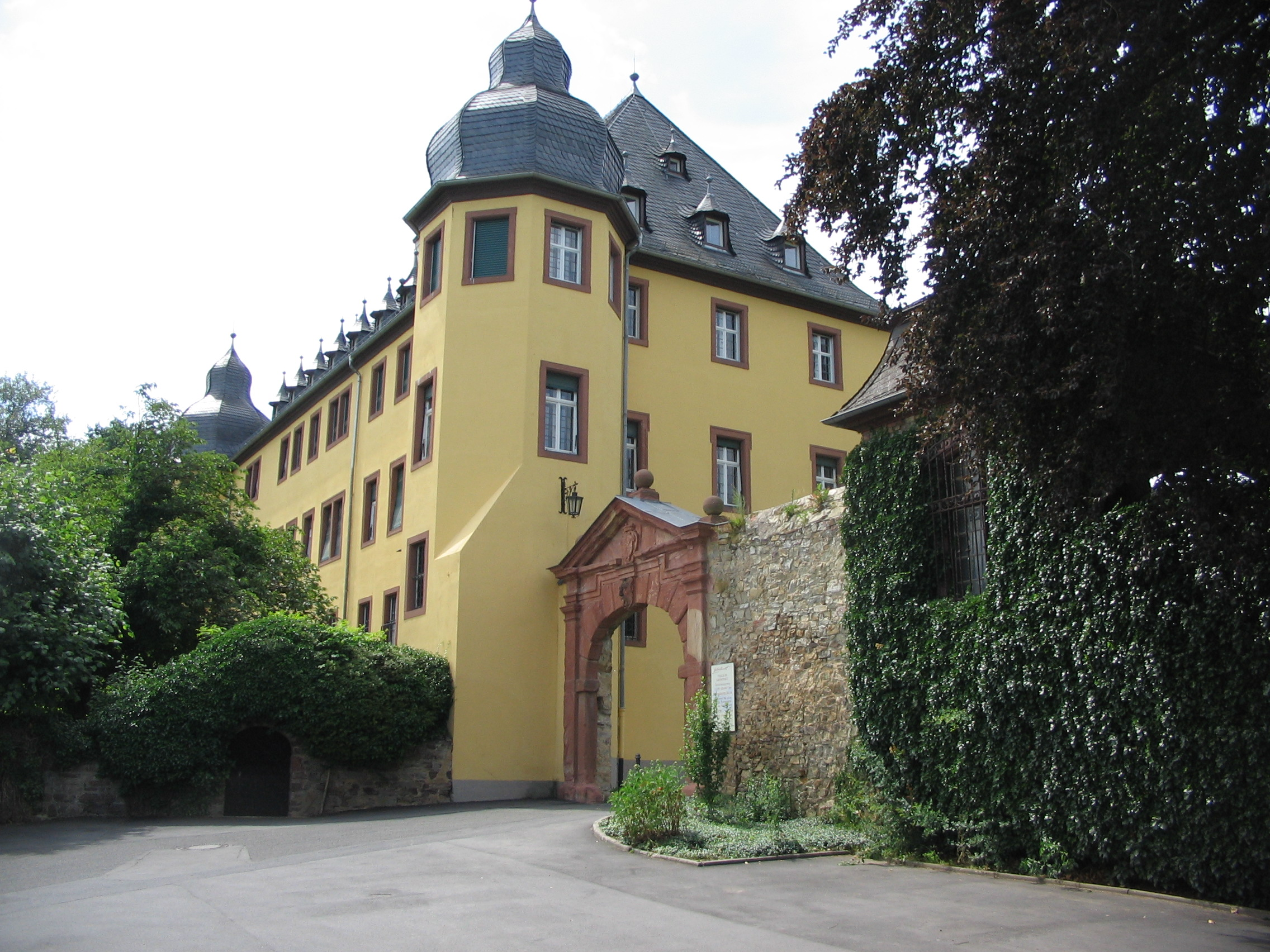
Schloss Vollrads, Oestrich-Winkel
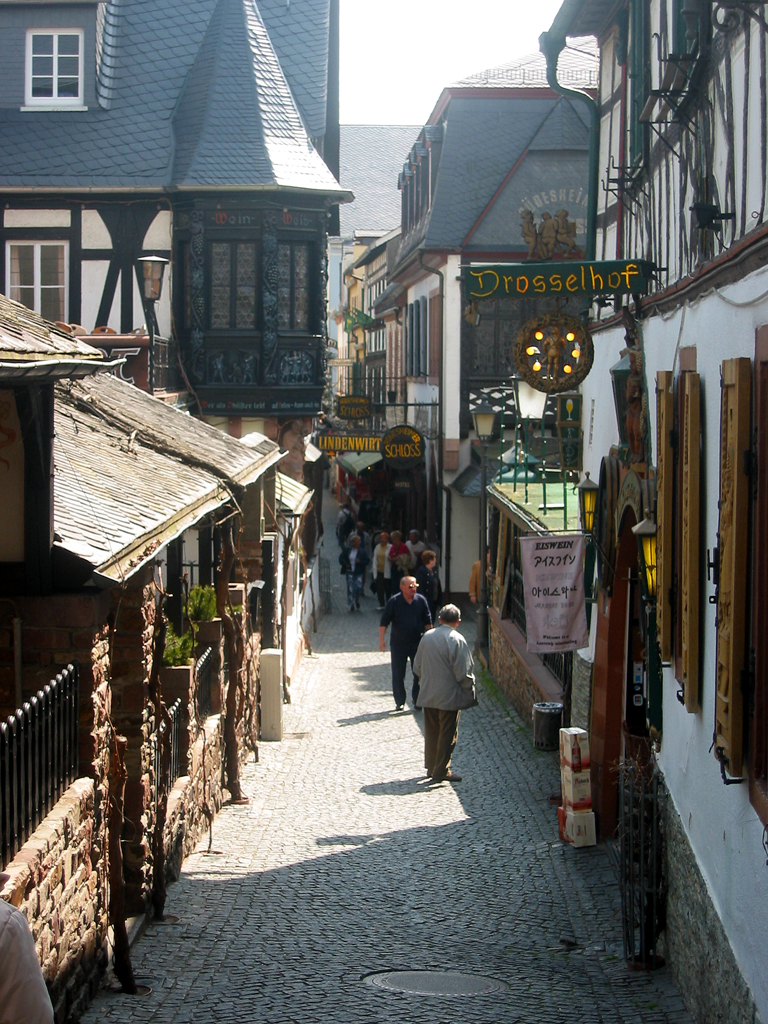
Drosselgasse, Rüdesheim
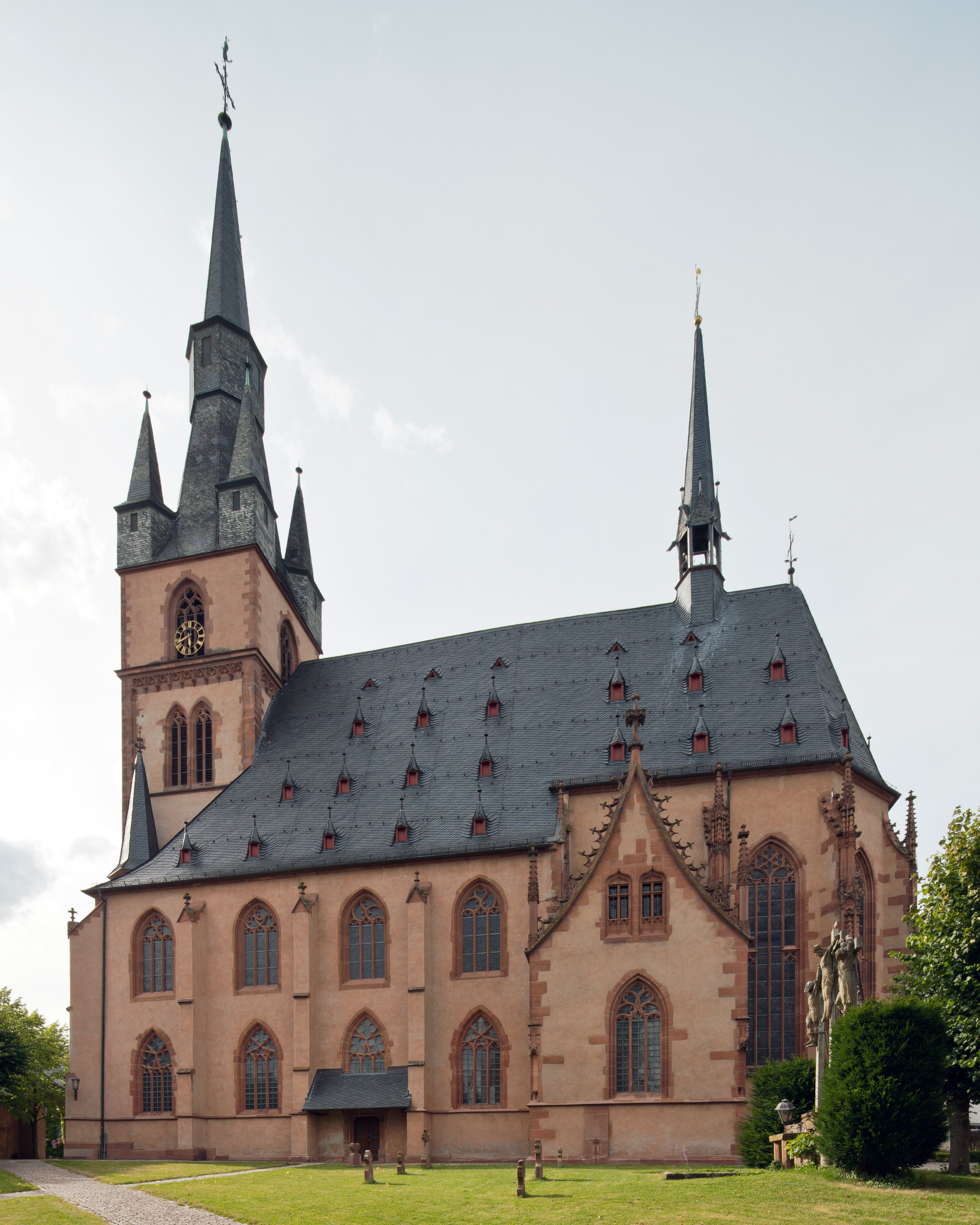
Kirche St. Valentinus, Kiedrich
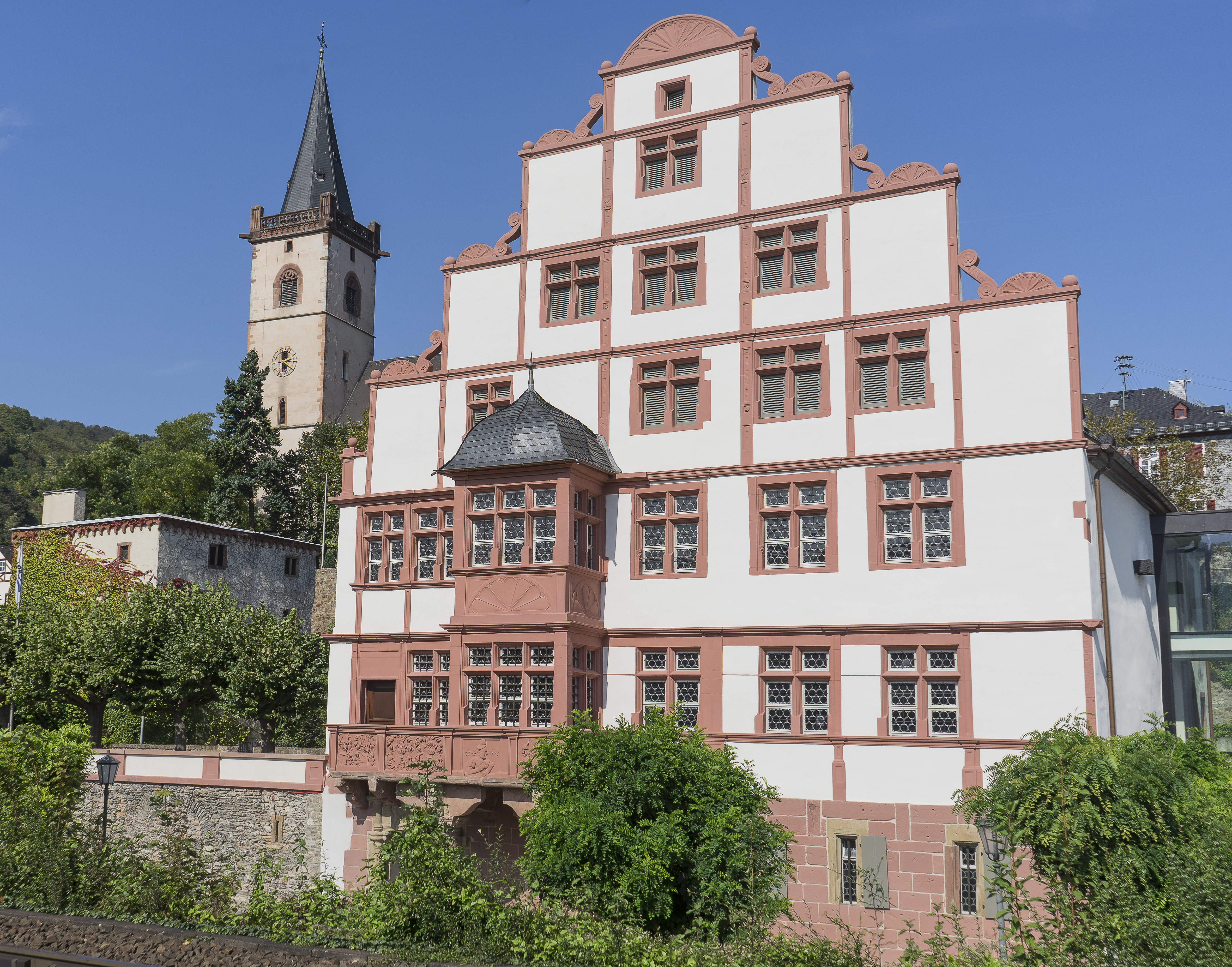
Hilchenhaus in Lorch
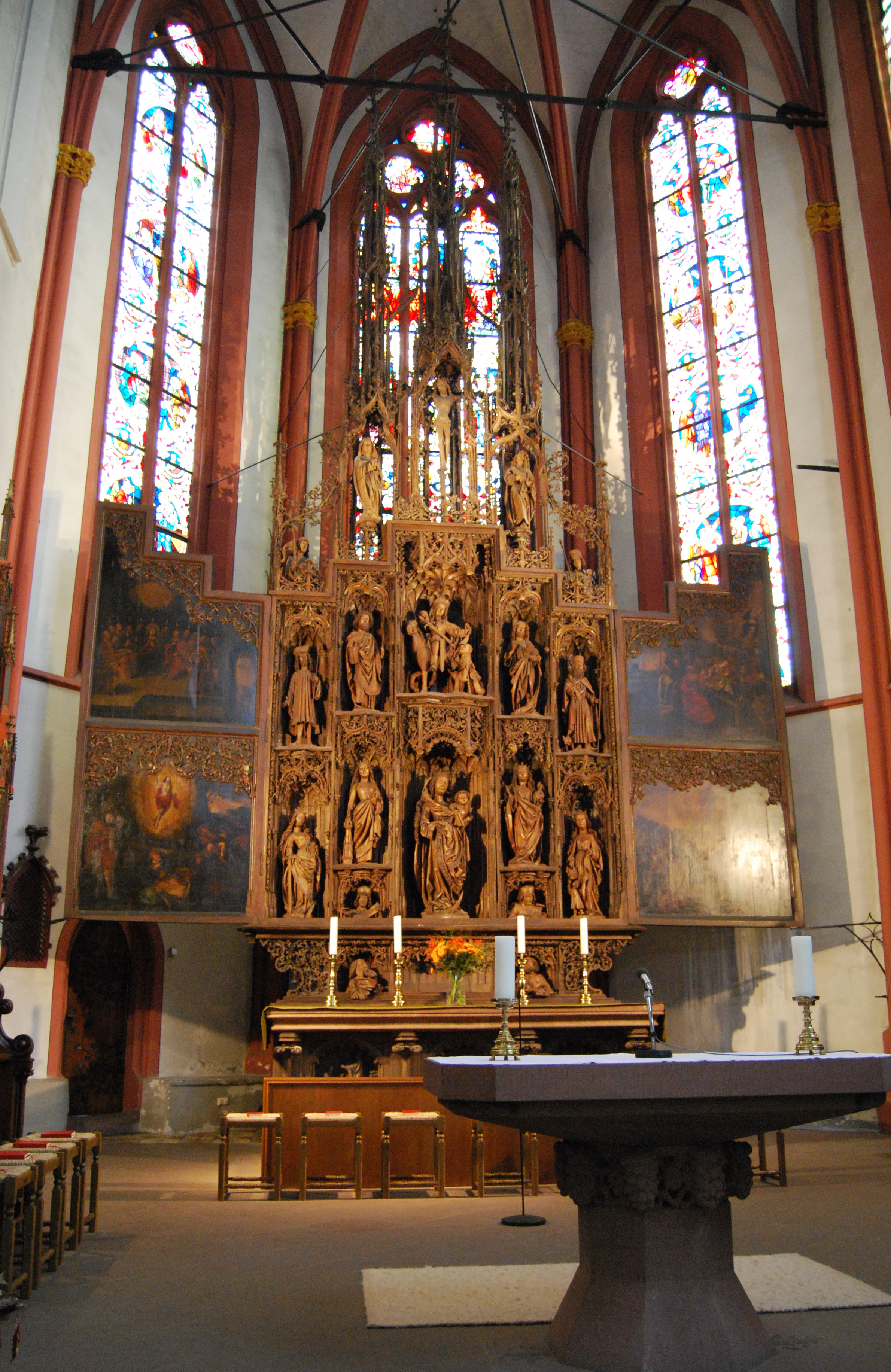
Lorcher Hochaltar von 1483 in St. Martin (Lorch)

## Kultur
- Rheingau-Musik-Festival
- Rheingauer Platt
- Rheingau Literatur-Festival – „WeinLese“
- Magazin für Kultur und Lebensart – „VivArt“, Wiesbaden und Rheingau